# Abecední seznam členů rodiny
Abecední seznam členů rodiny obsahuje označení jednotlivých rodinných příslušníků v češtině, a to včetně výrazů, které už se dnes běžně neužívají. Seznam je uspořádán abecedně, tematické rozdělení najdete v článku Seznam členů rodiny.
Označení vzdálenějších příbuzných nikdy nebylo zcela ustálené, lišilo se dobově i teritoriálně. Seznam obsahuje i některé další výrazy, související s příbuzenstvím.
- bába – otcova/matčina matka, též babka, babička
- brácha - bratr hovorově (možná jen (Jižní) Morava)
- bráchanec - bratranec hovorově (možná jen (Jižní) Morava)
- bratr – mužský sourozenec, též brácha (domácké), brat (zastaralé),
- bratrana – strýcova dcera, dnes sestřenice,
- bratranec – strýcův syn, též bratran, bratřec, bratřenec, dříve se rozlišoval strýčenec, tetěnec, ujčenec,
- bratranec, druhý - vzdálenější bratranec, prastrýcův vnuk, též bratranec druhého stupně, analogicky druhá *sestřenice, třetí bratranec atd.
- bratranice – bratrova dcera, dnes neteř,
- bratrovec – bratrův syn, synovec,
- bratřina – bratrova žena, švagrová,
- dcera – přímý ženský potomek v první generaci,
- děd, – otcův/matčin otec, též děd (knižní), dědek (expresivní), děda (běžné označení), dědeček
- deveř – manželův bratr, dnes švagr,
- dítě – syn nebo dcera, potomek v první generaci,
- choť – manžel nebo manželka,
- kmotr – muž, který se účastní křtu dítěte a zavazuje se, že o něj bude pečovat v případě ztráty rodičů, duchovní příbuzný, též kmoch,
- kmotra – žena , která se účastní křtu dítěte a zavazuje se, že o něj bude pečovat v případě ztráty rodičů, duchovní příbuzná,
- kmotřenec – chlapec vůči kmotrovi nebo kmotře,
- kmotřenka – dívka vůči kmotrovi nebo kmotře.
- levoboček – syn mimo manželství, hanlivě bastard, vulgárně parchant či panchart.
- macecha – nevlastní matka, též pěstounka,
- máma – ženský rodič, matka,
- manžel – mužský člen manželství, též muž, choť,
- manželka – ženský člen manželství, též žena, choť,
- matka – ženský rodič, též máma (domácké), máť (zastaralé),
- neteř – sestřina/bratrova dcera, též neť,
- nevěsta – obecně přivdaná žena, tj. např. snacha, švagrová, stryna, dnes manželka na svatbě.
- otčím – nevlastní otec, též pěstoun,
- otec – mužský rodič, též táta (domácké), ot[1][zdroj⁠?!] (zastaralé),
- otec, zmáčený – otec neznámý,
- pastorek – nevlastní syn,
- pastorkyně – nevlastní dcera
- pohrobek – dítě, které se narodilo až po smrti otce,
- polobratr – bratr, s nímž má probant společného jen jednoho rodiče,
- polobratr, jednobřišní – polobratr, s nímž má probant společnou matku,
- polobratr, jednokrevní – polobratr, s nímž má probant společného otce,
- polosirota - dívka, která přišla o jednoho z rodičů,
- polosirotek – chlapec, který přišel o jednoho z rodičů,
- potet – sestřin syn, sestřenec,
- pra- předpona pro vyjádření předcházející nebo následné generace: pravnuk – syn vnuka nebo vnučky, praprastrýc – pradědův bratr. V minulosti se běžně užívala i pro vzdálenější příbuzné, např. pratchán, prasestřenec apod. Ve staré češtině se navíc místo zmnožování předpony pra- užívaly i jiné předpony, rozlišené pro předcházející a následné generace, např.: praděd, prapraděd, předděd, nadděd; pravnuk, prapravnuk, zavnuk, podvnuk
- prarodiče – rodiče rodičů,
- prasnacha - vnukova žena,
- pratchán - mužův nebo ženin děd,
- pratchyně - mužova nebo ženina babička,
- prazeť - vnuččin muž,
- probant – osoba, od níž se zahajuje genealogický výzkum, též střen
- prvenec – první syn, následovník
- rodiče – otec a matka,
- sestra – ženský sourozenec, též ségra (domácké), či švica
- sestrovec – syn otcovy nebo matčiny sestry, tetěnec, dnes bratranec,
- sestřenec – sestřin syn, též potet,
- sestřenice – strýcova dcera, též bratrana, dříve se rozlišovala strýčena, tetěnice, ujčena,
- sirota – dcera, která přišla o otce a matku,
- sirotek – syn, který přišel o otce a matku,
- snacha – synova žena,
- sourozenec – bratr nebo sestra,
- spratek – nemanželský syn, též parchant, levoboček,
- starosvat – svat, zeťův nebo snašin otec
- stařeček – matčin otec, dnes běžně děda,
- stařenka – matčina matka, též starucha, dnes běžně babička,
- strýc - otcův bratr,
- strýčena – dcera otcova bratra, též strýčenice, bratrana, dnes sestřenice,
- strýčenec – syn otcova bratra, též bratran, bratřec, bratřenec, dnes bratranec,
- stryna – žena otcova bratra, dnes teta,
- střen - osoba, od níž se zahajuje genealogický výzkum, též probant,
- svak – obecně přiženěný muž, tj. např. zeť, švagr, tetec,
- svat – zeťův nebo snašin otec, též starosvat,
- svatka – zeťova nebo snašina matka, též starosvatka,
- svokr - švagr,
- syn – přímý mužský potomek v první generaci,
- synovec – bratrův syn, též bratrovec, nebo sestřin syn, též sestřenec
- synovkyně – bratrova dcera, též bratranice, dnes neteř,
- švagr – sestřin muž, též švakr, svokr,
- švagrová – bratrova žena, též bratřina,
- švekr – ženin otec, tchán,
- švekruše – ženina matka, tchyně,
- švica (švíca) - sestra [jihomoravská zkomolenina německého schwester]
- švigrfotr - tchán
- švigrmutra - tchyně
- táta – mužský rodič, otec
- test – ženin otec, tchán,
- testa – ženina matka, tchyně,
- teta – otcova sestra, matčina sestra,
- tetec – muž otcovy sestry, dnes strýc,
- tetěnec – syn otcovy nebo matčiny sestry, též tetčic, tetěnec, sestrovec, dnes bratranec,
- tetěnice – dcera otcovy nebo matčiny sestry, též tetěna, dnes sestřenice.
- tchán – ženin otec, též test, švekr,
- tchyně – ženina matka, též testa, švekruše,
- ujčen – syn matčina bratra, též ujčenec, dnes bratranec,
- ujčena – dcera matčina bratra, též ujčenice, dnes sestřenice,
- ujčina – žena matčina bratra, dnes teta,
- ujec – matčin bratr, dnes strýc,
- vdova – žena, která přišla o muže,
- vdovec – muž, který přišel o ženu,
- vlastňata – děti vzájemných bratranců a sestřenic,[2]
- vlastnice, vlastnička – dcera bratrance nebo sestřenice některého z rodičů,[2]
- vlastník, vlastňánek – syn bratrance nebo sestřenice některého z rodičů,[3]
- vnouče – synovo nebo dceřino dítě,
- vnučka – synova nebo dceřina dcera,
- vnuk – synův nebo dceřin syn,
- zelva – ženina sestra, též zelvice, dnes švagrová,
- zeť – dceřin muž,
- ženich - přiženěný muž, novomanžel na svatbě/veselce.